# СИЗО № 4 (Санкт-Петербург)
СИЗО № 4 УФСИН России по Санкт-Петербургу и Ленинградской области — Федеральное казённое учреждение «Следственный изолятор № 4 Управления Федеральной службы исполнения наказаний по Санкт-Петербургу и Ленинградской области». Расположено по адресу Санкт-Петербург, ул. Академика Лебедева, дом 39.

## История
Территория, на которой находится следственный изолятор, с 1715 года принадлежала Морскому и Сухопутному госпиталю, построенному на берегу Невы первым архитектором Санкт-Петербурга Д. Трезини. Госпиталь был возведён на островке, который соединили с берегом, и состоял из двух крыльев, объединённых центральным корпусом с башней. В западном крыле помещался Сухопутный госпиталь, в восточном — Морской госпиталь. Территория к северу от последнего называлась Морской слободой, где до середины XIX века селились преимущественно служащие Морского ведомства. В 1798 году по указу Павла I была основана Императорская Медико-хирургическая академия, которая являлась ведущим медицинским учреждением Петербурга и России. С течением времени вокруг Академии (с 1881 года — военно-медицинской) сложился целый конгломерат клиник, учебных и исследовательских институтов. В 1830-х годах при ВМА основали Ветеринарный институт, к которому с севера примыкал обширный выгон для лошадей и других животных.
С северной части этого выгона и был построен комплекс военной тюрьмы одиночного заключения морского ведомства. Он был спроектирован в 1869 году архитектором В. П. Львовым, который с 1865 года являлся директором Санкт-Петербургского тюремного комитета. Тюрьма состоит из главного четырёхэтажного, крестообразного корпуса с флигелями, примыкающих симметрично к его западному крылу двух двухэтажных административных корпусов, между которыми посередине, замыкая обширный двор, расположен одноэтажный караульный корпус с въездными воротами. Два двухэтажных флигеля находятся в северо-западном и юго-западном углах участка. План, по которому строилась тюрьма, был составлен В. П. Львовым в качестве образцового. Руководствуясь им, военный инженер Г. С. Войницкий, впоследствии главный архитектор Военно-Медицинской академии, в 1874—1876 годах возвёл тюремный комплекс, композиция которого имеет симметричное решение. Время показало, что эта форма плана является наиболее приемлемой для пенитенциарных учреждений. Рассматриваемая тюрьма стала одной из первых, в которых камеры находились в крестообразных корпусах.
На стене у главного входа в режимный корпус расположена мемориальная доска, свидетельствующая о том, что здание является памятником архитектуры и охраняется государством. Улица, на которой расположен изолятор, до 1917 года называлась Нижегородской, а в настоящее время носит имя известного русского химика, академика С. В. Лебедева, который долгие годы проживал в доме № 10Г на противоположной стороне улицы, в котором им была разработана технология получения отечественного каучука.
За долгую историю тюрьмы в ней размещались различные организации, в том числе и психиатрическая больница.
Во время «Большого террора» 1937-38 годов в этой тюрьме осуществлялись массовые расстрелы заключенных, которых привозили туда из других тюрем Ленинграда. Тела расстрелянных хоронили в Левашовской пустоши.

## Современная тюрьма

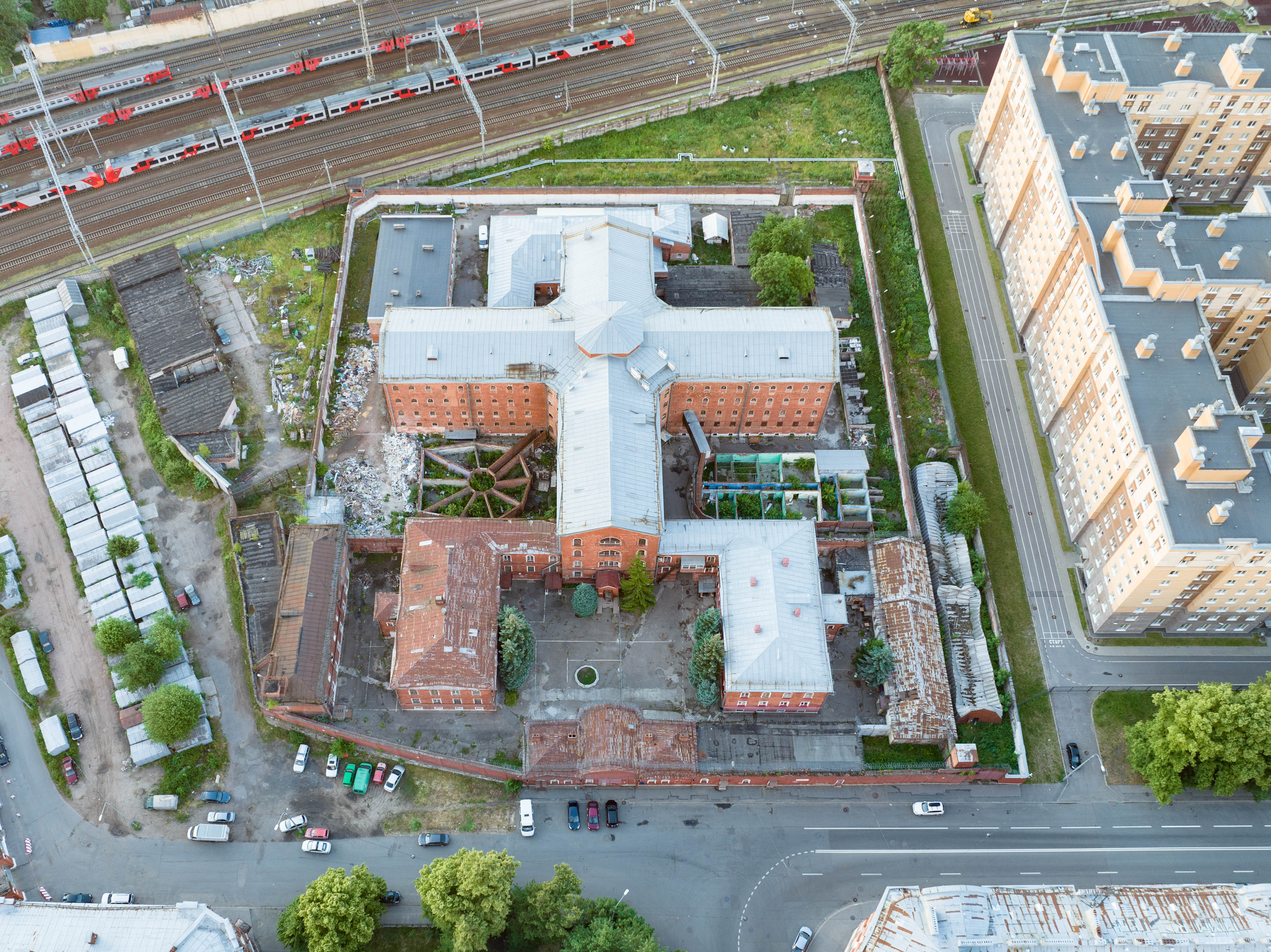
ФКУ «Следственный изолятор № 4 Управления Федеральной службы исполнения наказаний по Санкт-Петербургу и Ленинградской области»

В 1989 году здание тюрьмы было переоборудовано под женский следственный изолятор. Первый заезд заключённых женщин состоялся в марте 1989 года. Кроме женщин в изолятор стали поступать несовершеннолетние, в связи с чем было организовано отделение для содержания несовершеннолетних заключённых.
Позже, в начале 1990-х годов, в учреждении стали содержаться заключённые мужчины.
23 июля 1993 года состоялось освящение изолятора отцом Олегом с благословения митрополита Санкт-Петербургского и Ладожского Иоанна.
Установленный лимит наполнения следственного изолятора составляет 556 человек при норме 4 м2 на заключённого.
СИЗО-4 является самым крупным в России следственным изолятором для содержания несовершеннолетних в возрасте от 14 до 18 лет, среди которых значительное число лиц, привлечённых за совершение самых тяжких преступлений: убийства, грабежи, разбои, изнасилования, кражи, мошенничество.
В среднем за год в следственный изолятор поступает около 5 000 заключённых. С такими психологическими и физическими нагрузками в следственном изоляторе в качестве персонала может работать далеко не каждый человек, недаром 1 год работы здесь засчитывается за 1,5 года.
Средний срок содержания заключённых, включая и подростков, составляет 8 месяцев, после чего для отбытия наказания, после осуждения, они направляются в колонии.
Для несовершеннолетних с 2000 г. организован учебно-консультативный пункт.
На территории учреждения расположена библиотека, фонд которой составляет более 5 000 экземпляров книг.
Для обеспечения свободы вероисповедания спецконтингента в режимном корпусе имеется молельная комната.
На территории учреждения оборудована хлебопекарня для выпечки хлеба, магазин для спецконтингента, парикмахерская, клуб, спортивный зал с тренажёрами.
В декабре 2018 года обвиняемые и подследственные переведены из СИЗО-4 в СИЗО-1 (так называемые «Новые Кресты»). Комплекс зданий на улице Лебедева больше в качестве следственного изолятора не используется.

## Руководители СИЗО № 4
- с 1989 по 1990 — подполковник внутренней службы А. А. Шаронов
- с 1990 по 1992 — полковник внутренней службы В. Г. Владимиров
- с 1992 по 1996 — полковник внутренней службы К. В. Тюрин
- с 1996 по 1998 — полковник внутренней службы В. И. Дротенко
- с 1998 по 2002 — подполковник внутренней службы Н. Р. Павлюков
- с 2002 по 2004 — подполковник внутренней службы В. В. Балко
- с 2004 по 2007 — полковник внутренней службы С. А. Новосельский
- с 2007 по 2011 — подполковник внутренней службы В. А. Щипанов
- с 2011 по 2012 — подполковник внутренней службы Н. И. Нестеренко (осуждён в 2013 году за взятки)[2].
- с 2012 по 2014 — полковник внутренней службы В. А. Озерчук
- с 2014 по 2016 — полковник внутренней службы В. В. Максимов
- с 2016 по 2017  — майор внутренней службы Н. Н. Пейголайнен
- с 2017 по настоящее время  — полковник внутренней службы Н.В. Пономарёв

## Факты
- В июле 1995 года в следственном изоляторе начинала свою службу в должности младшего инспектора отдела режима и охраны рядовой внутренней службы С. С. Журова, которая 14 февраля 2006 года завоевала золотую Олимпийскую медаль по конькобежному спорту в беге на 500 метров.